# 瞭若指掌
《瞭若指掌》是加拿大歌手和作曲家艾莉希亞·卡拉首張錄音室專輯。它於2015年11月13日通過Def Jam唱片公司發行，這是在她的首張迷你專輯《Four Pink Walls》之後發行的，卡拉認為這是張專輯預演。《瞭若指掌》包含了《Four Pink Walls》當中的五首原創歌曲，以及為專輯錄製的五首新歌。卡拉共同創作了所有的曲目，並與Pop & Oak和賽巴斯汀·高爾等人緊密合作。這張專輯使卡拉獲得了2018年格莱美奖最佳新人。

## 備註
1. ↑  专辑中文名为中国大陆星外星引进版官方译名（《无所不知》[1]）和台湾环球唱片引进版官方译名（《瞭若指掌》[2]）

## 資料來源
1. ↑  . 星外星音乐. 2016-06-30  [2022-01-14]. （原始内容存档于2022-01-14） （中文）.
2. ↑  . 台灣環球音樂. 2016-03-18  [2022-01-14]. （原始内容存档于2022-01-14）.